# Simon Fourcade

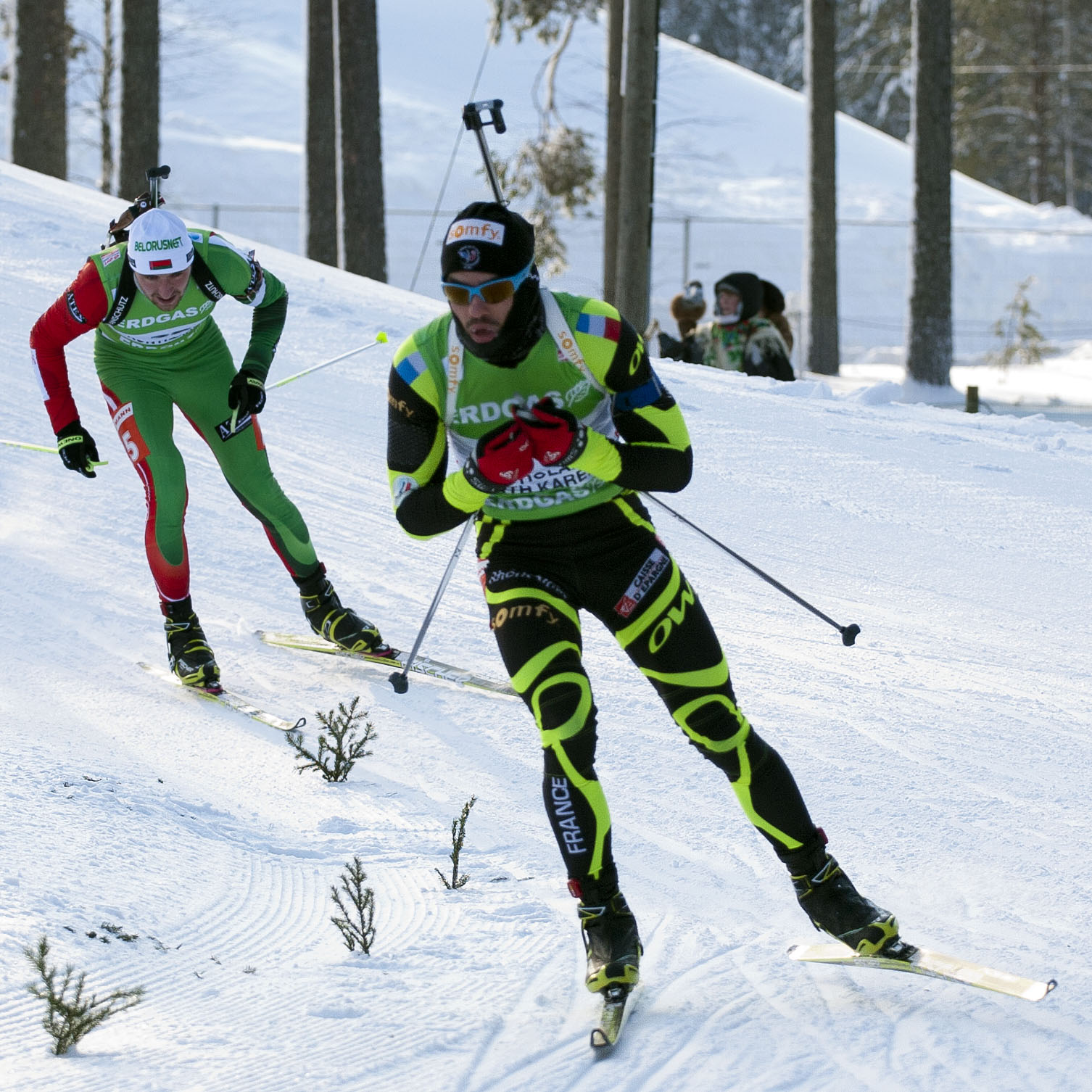
Simon Fourcade (2012).

Simon Fourcade (Perpinyà, 25 de setembre del 1984) és un biatleta nord-català, sotsoficial de l'Exèrcit francès. Simon és el germà de Martin Fourcade.